# ترجنلی
ترجنلی، روستایی است از توابع بخش آق قمیش شهرستان گالیکش در استان گلستان ایران.

## جمعیت
این روستا در دهستان قراولان قرار داشته و بر اساس سرشماری سال ۱۳۸۵ جمعیت آن ۱٬۱۶۲ نفر (۳۱۳ خانوار)
بوده است.